# Aumakua
Un aumakua, nella mitologia hawaiiana, (pron.: [aʊmɑ ː ku ː ə]) è una divinità protettrice della famiglia, spesso un antenato divinizzato. 
Il plurale hawaiano di aumakua è Na Aumakua ([na ː ʔɐuma kuwə ː]), anche se in inglese il plurale è di solito aumakuas. Na Aumakua spesso si manifesta come animali come squali o gufi.

## Descrizione
I Na Aumakua erano adorati in luoghi, spesso rocce, dove si credeva che si trovasse. L'aspetto di un animale considerato come un aumakua era spesso creduto di essere un presagio (del bene o del male). Ci sono anche molte storie di Na Aumakua (in forma animale) che intervengono per salvare i loro discendenti dal male.
Alcune famiglie avevano molti aumakua. La Famiglia di Maria Kawena Pukui ha avuto almeno cinquanta aumakua.
Na Aumakua erano quindi gli animali, luoghi o rocce, e le persone. Gli hawaiani antichi avrebbero visto delle contraddizioni in uno spirito potente in grado di apparire come tutti e tre, il passaggio da forma a forma più comodo, come è infatti visto in molte storie di dei e semidei.
Un rapporto simbiotico esistente tra persona e aumakua, i guardiani personali di ogni individuo e la sua famiglia di origine.

### Manifestazioni degliaumakua
Aumakua può manifestarsi in natura. La forma varia da famiglia a famiglia. Qualunque sia la sua forma, l’aumakua è uno squalo specifico, gufo, ecc, tuttavia tutti i membri della specie sono trattati con rispetto dei membri della famiglia.
Se un aumakua di famiglia, in queste manifestazioni è danneggiato o mangiato, attraverso sogni, visioni e chiamate protegge la sua famiglia.
Un Aumakua potrebbe apparire come:
- honu (tartaruga)
- pueo, gufo (come a Manoa, Oahu, Kau e Puna)
- Manō, squali (tutte le isole ad eccezione di Kauai)
- Alala, corvo (isola delle Hawaii)
- io, falco (sull'isola di Hawaii)
- elepaio, monarca pigliamosche (o anche dea dei produttori di canoe)
- alae ula, gallinella d'acqua (il cui grido è stato considerato di cattivo auspicio)
- hee, polpo
- Puhi, anguilla
- iole liilii, mouse
- Iole, ratto
- Ilio, cane
- moo, lucertola, o drago
- peelua / enuhe / nuhe / anuhe / Poko, bruco
- Pohaku, roccia
- leho, ciprea
- ao, nuvola
- mea Kanu, pianta